# Aesalus imanishii
Aesalus imanishii is een keversoort uit de familie vliegende herten (Lucanidae). De wetenschappelijke naam van de soort is voor het eerst geldig gepubliceerd in 1981 door Inahara & Ratti.